# Roccellina conformis
Roccellina conformis är en lavart som beskrevs av Anders Tehler. 
Roccellina conformis ingår i släktet Roccellina och familjen Roccellaceae. Inga underarter finns listade i Catalogue of Life.